# Eupetersia ruficrus
Eupetersia ruficrus är en biart som beskrevs av Blüthgen 1936. Eupetersia ruficrus ingår i släktet Eupetersia och familjen vägbin. Inga underarter finns listade i Catalogue of Life.